# Henrik Nilsson (voetballer)
Henrik Nilsson (Spjutstorp, 28 juli 1972) is een Zweeds voormalig voetballer die speelde als verdediger.

## Carrière
Nilsson maakte zijn debuut in 1989 voor Malmö FF en speelde er tot in 1995. Hij speelde van 1996 tot 1998 voor IFK Hässleholm, daarna tot in 2004 voor Landskrona BoIS.
Hij was een jeugdinternational voor Zweden, en speelde zodoende op de Olympische Spelen 1992.
1 Ekholm ·
2 Johansson ·
3 Björklund ·
4 Apelstav ·
5 Alexandersson ·
6 Mild ·
7 P. Andersson  ·
8 Landberg ·
9 Furth ·
10 Rödlund ·
11 Brolin ·
12 Svensson ·
13 Jansson ·
14 Moberg ·
15 Lilius ·
16 Nilsson ·
17 A. Andersson ·
18 Simpson ·
19 Gudmundsson ·
20 Axeldal ·
Coach: N. Andersson